# 昆山县 (1941年)
昆山县是中共政权于1941年至1949年间在今山东省西南部设立的县，为今梁山县的前身。

## 建制沿革
昆山县的前身1940年8月中共鲁西区党委为建立的昆山实验区，由东阿、阳谷、寿张、郓城、汶上、东平等县市的边沿地区组成。
1941年1月18日，中共昆山实验区工委改为中共昆山县委。同时昆山县抗日民主政府成立，县政府驻张博士集。
1942年5月，昆山县改属中共八地委和晋冀鲁豫边区政府二十三专署领导。1943年1月，昆山县改属中共二地委和晋冀鲁豫边区政府十七专署领导。1944今年5月，昆山县委改属中共八地委。同年8月，晋冀鲁豫边区政府十七专署改称八专署，昆山县政府属其领导。1945年8月，昆山县委、 县政府分别隶属中共二地委和二专署。
1946年1月，成立冀鲁豫七地委、七专署，中共昆山县属之。同年3月， 冀鲁豫七地委、七专署撤销并并入二地委和二专署。11月，复设冀鲁豫七地委、七专署，昆山县与其隶属关系随之而变动。
1949年8月，设立平原省，昆山县隶属平原省菏泽地委和专署。8月25日，昆山县县委、县政府在商老庄开会，决定撤销昆山县，改制为梁山县。
如今，原昆山县大部分属梁山县，北部小部分（东平湖湖西地区）属东平县。

## 地理环境
昆山县地势平坦，丘陵主要集中在北部东平湖西侧。